# François Scheer
François Scheer (* 13. März 1934 in Straßburg; † 19. Oktober 2024) war ein französischer Diplomat.

## Leben
Scheer studierte an der französischen Verwaltungshochschule École nationale d’administration Rechts-, Wirtschafts- und Politikwissenschaften. Er trat in den diplomatischen Dienst Frankreichs ein und war ab 1962 zweiter Botschaftssekretär in Algerien. Von 1964 bis 1967 war er in der Direktion für Wirtschaft und Finanzen tätig. Von 1967 bis 1971 ging er nach Tokio, wo er im Bereich Kultur eingesetzt war. Er wurde dann stellvertretender Direktor für Haushalt und Finanzen, bis er 1976 als französischer Botschafter nach Mosambik kam. Bereits 1977 übernahm er die Funktion als stellvertretender ständiger Vertreter Frankreichs bei der Europäischen Gemeinschaft. 1979 wurde er Stabschef bei der Präsidentin des Europäischen Parlaments, Simone Veil. Ab 1981 schloss sich eine Tätigkeit für den französischen Außenminister Claude Cheysson an. Von 1984 bis 1986 war Scheer französischer Botschafter in Algerien und vertrat anschließend von 1986 bis 1988 Frankreich bei der Europäischen Gemeinschaft.
Von 1988 bis 1992 war er als Generalsekretär des französischen Außenministeriums tätig. In dieser Funktion traf er sich am 14. November 1989 mit dem damaligen Botschafter der DDR in Frankreich Alfred Marter. Er soll in diesem Gespräch als Position François Mitterrands zur Frage der Deutschen Einheit mitgeteilt haben, dass Frankreich sich ihr nicht widersetzen würde, solange sie demokratisch, in garantierten Grenzen und im Benehmen mit den Vier Mächten erfolgen würde. 1992 und 1993 war er wieder bei der Europäischen Gemeinschaft eingesetzt.
Scheer war ab dem 24. November 1993 französischer Botschafter in Deutschland. Sein Nachfolger Claude Martin löste ihn am 1. April 1999 ab. Er äußerte sich 1994 in einem Hintergrundgespräch kritisch über den Kurs der deutschen Bundesregierung unter Helmut Kohl, befürchtete eine Dominanz Deutschlands in der Europäischen Union und beklagte eine Großmannssucht der Bundesregierung. Die Äußerungen wurden publik und sorgten für diplomatische Verstimmungen. Kohl war empört und ließ Scheer, ungewöhnlich für eng befreundete Staaten, in das Auswärtige Amt einbestellen.
Scheer setzte sich in seiner Amtszeit für eine Wiederbelebung der deutsch-französischen Partnerschaft ein.